# WWE SuperCard
 (août 2018).
Si vous disposez d'ouvrages ou d'articles de référence ou si vous connaissez des sites web de qualité traitant du thème abordé ici, merci de compléter l'article en donnant les références utiles à sa vérifiabilité et en les liant à la section « Notes et références ».
WWE Supercard est un jeu vidéo développé par Cat Daddy Games et édité par 2K Games. Il est sorti en 2014. Le jeu est disponible sur iOS et Android. C'est un jeu de cartes de collection de catcheur de la WWE.

## Saisons

### Saison 1 (2014)
La saison 1 est la première version du jeu, elle comportait 9 niveaux : 
- Courante
- Peu courante
- Rare
- Super rare
- Ultra rare
- Épique
- Légendaire
- Survivant (ajouté à l'occasion du Pay Per View Survivor Series)
- WrestleMania (ajouté à l'occasion du Pay Per View WrestleMania 31)

Elle comportait trois modes : Mode exhibition, Fusion et le mode King Of The Ring.
Elle comportait trois événements : People's Champion Challenge (présent depuis le début), Road To Glory (arrivé en fin d'année 2014), et le Ring Domination (arrivé fin juin 2015).
Le PCC a eu plusieurs modifications sur son système de récompenses :
- Lors du 1er PCC, il fallait se classer 1er pour obtenir les deux cartes événement afin de pouvoir la combiner pour obtenir une pro.
- À partir du 2e PCC, il fallait désormais se classer dans le top 5 pour obtenir la double carte événements.
- Après l'arrivée du niveau WrestleMania, il fallait maintenant se classer dans le top 250 pour obtenir la double carte événements.
- L'événement durait 4 jours.

Les Ring Domination ont subi quelques modifications au niveau des systèmes de pioches d'éclats (il est passé de 4 éclats pour une victoire à 8 éclats pour une victoire), cet événement n'aura eu que deux cartes (Sami Zayn et Undertaker). Il se déroulait en deux parties donc en deux semaines (à noter qu'entre les deux semaines, il y avait un autre événement).
Le Road To Glory n'a subi aucun changement durant la saison. Les deux cartes événements se trouvaient dans le même RTG, ce qui fait que l'événement ne durait qu'une semaine.

### Saison 2 (2015)
La saison 2 est la deuxième version du jeu, elle est apparue en 2015. Cette deuxième version était spéciale puisque toute la progression de la saison 1 était effacée.
La saison 2 comporte les mêmes niveaux que la saison 1 sauf que les cartes de la saison 2 ont eu des mises à jour des catcheurs, et les design des cartes sont nouveaux.
Le mode Money in the bank a également été ajouté à la saison 2 à l'occasion du Pay Per View Money in the Bank.
Le niveau Summerslam a été ajouté dans la saison 2 (à l'occasion du Pay Per View SummerSlam).
Les modes Exhibition, King Of The Ring et Fusion sont toujours présents dans le jeu.
Les événements People's Champion Challenge, Road To Glory et Ring Domination sont aussi présents mais ont subi quelques changements :
People's Champion Challenge
- Désormais, on ne peut plus obtenir la double évent dans le PCC. Pour avoir la seconde carte, il fallait l'obtenir dans un Ring Domination (lors des premières semaines de la S2) puis dans un Road To Glory (à partir d'octobre 2015).
- Désormais, à chaque nouveau niveau, il y avait un PCC "Divas", d'abord avec Nikki Bella vs Charlotte Légendaire, puis Brie Bella vs Charlotte Survivant, Sasha Banks vs Charlotte WrestleMania et Sasha Banks vs Charlotte SummerSlam.

Road to Glory
- La première cartes RTG s'obtient dans un Ring Domination puis dans un Road to Glory.

Ring Domination
- Il est désormais considéré comme un événement secondaire car il permet d'avoir la 1re/2de cartes des événements principaux (RTG/PCC).

### Saison 3 (2016)
La saison 3 est la troisième version du jeu, elle est apparue le 17 novembre 2016. Cette troisième saison ajoute 3 niveaux : Endurcie, Elite et Ultime.
Cette nouvelle saison propose un changement total du jeu :
- Un tout nouveau design du jeu.
- Trois nouveaux modes, le Wild (qui remplace le mode Exhibition, le Ranked (qui reprend quasiment le concept du PCC, sauf que celui-ci est en Live et qu'il n'y a pas de cartes évenement) et le Royal Rumble (qui permet d'avoir des dos de carte via plusieurs paliers à devoir franchir selon en temps limité).
- L'arrivée du mode BattleGround, réservé pour les Teams. (arrivé en mai 2017)[6]
- De nouvelles cartes Throwback ainsi que de nouvelles Fusions.
- L'ajout des cartes Hall Of Fame (comparable au Throwback).
- L'ajout des attitudes, des petits émoticônes qu'on peut utiliser lors des combats.
- Le bonus de connexion a lui aussi changé, on obtient désormais des packs.
- Pour les niveaux Endurcie, Elite, et Ultime, le jeu propose des cartes aux thèmes de SmackDown, Raw et NXT.

Cette saison marque l'absence de l'événement "People's Champion Challenge", il reste donc deux événements: Ring Domination (RD) et Road To Glory (RTG).
Le 15 mars, le niveau WrestleMania 33 est ajouté à l'occasion du plus grand show de catch, WrestleMania 33. Un nouveau niveau fait son apparition en août 2017, le niveau Summerslam'17 à l'occasion du Pay Per View Summerslam. Elle intègre 75 nouvelles cartes (lors de la mise à jour).
Le 17 octobre, une mise à jour spéciale Halloween permet aux joueurs pendant quinze jours, de récolter des cartes citrouilles dans le jeu. Les cartes citrouille deviendront des superstars « zombie » le 31 octobre 2017.

### Saison 4 (2017)
La saison 4 est la quatrième version du jeu, elle est annoncée le 1er novembre et est sortie le 15 novembre 2017. Cette quatrième saison ajoute 3 niveaux : Beast, Monster et Titan.
Cette nouvelle saison propose une nouvelle fois, un changement total du jeu :
- Un tout nouveau design du jeu, notamment une fusion de tous les modes de jeu afin de créer la Ligue (chaque semaine, l'un des 5 modes est disponible afin de progresser dans le classement et ainsi remporter des Point Ligue (utilisable dans la boutique qui lui est dédié)[11].
- Deux nouveaux modes : Elimination Chamber ainsi qu'un Royal Rumble Féminin à l'occasion du PPV du même nom[11].
- King of the King 2.0: le mode qui est présent depuis le début du jeu sera modifié, le mode commencera avec désormais 32 joueurs[11].
- La gestion des équipes et la discussion d'équipe seront améliorées pour plus de facilité aux joueurs[11].
- De nouvelles animations lors des matchs Money in the Bank, incluant les cartes Soutien[11].
- Le catalogue des cartes sera modifié, et les joueurs gagneront des « étoiles » pour chaque nouvelle carte acquise[11].
- Trois nouveaux niveaux : Beast, Monster et Titan. Cela ajoute plus de 250 nouvelles cartes[11].

Le 13 décembre, une mise à jour spéciale Noël permet aux joueurs pendant vingt jours, de récolter des améliorations de Noël, permettant ensuite de faire des recettes spéciales et ainsi avoir des cartes de Noël.
En mars 2018, le niveau Wrestlemania 34 est ajouté à l'occasion du show WrestleMania 34 ajoutant plus de 65 cartes. En avril, un nouvel évent fait son apparition, Last Man Standing, bien qu'ils soit très différents l'un à l'autre, cet événement rappelle le "People's Champion Challenge" qui a été supprimé au début de la saison 3. Les cartes Throwback, Fusions et Hall of Fame Wrestlemania 34 arrivent en mai,.
Le 14 juin 2018, un nouveau niveau est ajouté : le niveau Goliath, ajoutant plus de 70 nouvelles cartes. Quelques semaines plus tard, en août 2018, à l'occasion du show Summerslam, un nouveau niveau fait son apparition : le niveau Summerslam '18. Ajoutant également plus de 70 nouvelles cartes.
Des cartes spéciales zombie sont ajoutées au jeu à l'occasion de Halloween. Elles permettent aux joueurs pendant trois semaines de récolter des ingrédients, ensuite les fusionner et ainsi avoir des cartes zombie.

### Saison 5 (2018)
La saison 5 est la cinquième version du jeu, elle est annoncée le 25 octobre et est sortie le 14 novembre 2018. Cette cinquième saison ajoute une nouvelle fois trois nouveaux niveaux : Gothique, Néon et Brisé. Les niveaux courants à Summerslam sont supprimés.
Cette nouvelle saison propose cette fois-ci, une réorganisation des niveaux :
- Les niveaux Courante (S2) à Summerslam '16 (S2) sont désormais supprimés du jeu, chaque nouveau joueur débutera donc niveau Ultime, puisque maintenant ce dernier est le niveau le plus faible.
- Trois nouveaux niveaux sont ajoutés : Gothique, Néon et Brisé, qui incluent plus de 250 nouvelles cartes dont de nouvelles superstars dans le jeu.
- Les menus "Mes cartes", "Catalogue" sont réorganisés pour offrir un jeu plus fluide, dans l’ensemble, le menu principal a aussi subi une modification.
- Trois chambres de fusions, une pour les fusions S2, une pour les fusions actuelles (S3/4/5) et une pour les fusions promotionnelles, on peut désormais faire plusieurs fusions en même temps.
- Le jeu voit un nouveau événement arriver pendant le mois de décembre, l'Over The Limit, cet évent propose une façon de jouer très différente des autres évents, cependant on peut remarquer qu'il y a quelques similitudes avec le mode de jeu BattleGround.

- Fusion Promotionnel : - Noël (mois de décembre), Saint Valentin (mois de février), Printemps (mois de mars), Été (mois de juillet).

On peut constater que dans cette saison, il y a donc un total de cinq événements : 
- Le Road To Glory (qui est toujours un événement principal) ;
- Le Last Man Standing (de même pour lui) ;
- Le Ring Domination (on peut constater qu'à partir du mois de février, il arrive en premier dans l'ordre chronologique du jeu, au lieu d'arriver en deuxième... Ceci est dû au fait qu'il a été remplacé par un OTL lors de la carte Velveteen Dream, cependant, le RD reste toujours un événement secondaire puisque les cartes événements ont toujours le design et les couleurs d'une carte RTG) ;
- L'Over The Limit, nouveau dans le jeu, se trouve être un événement secondaire puisque ce dernier permet d'obtenir la deuxième carte évent RTG.
- Giants Unleasheled

### Saison 6 (2019)
La saison 6 introduit 3 nouveaux niveaux (Cauchemar, Primaire et Avant-garde). Incluant plus de 80 nouvelles cartes par niveau.
Tous les niveaux jusqu'à bestial sont supprimés (le tableau des pioches est réinitialisé si vous piochez une titanesque ou supérieure). Ces cartes sont classées dans la catégorie « Héritage » et seront proposées occasionnellement dans les " PACK GRATUIT" qui permet d'obtenir 2 crédits + une carte pouvant jusqu'à son niveau. Ce pack est ouvrable toutes les 4h.
En janvier 2020, le niveau Royal Rumble est disponible pour le pay-per-view du même nom. Durant avril 2020, les modes Elimination Chamber Masculin et Giant Unleasheled Féminin sont ajoutés dans le jeu.
En avril 2020, le niveau Wrestlemania 36 est disponible à la suite du pay-per-view du même nom.
Enmai 2020, le jeu propose un nouveau mode appelé « Clash of Champions » inspiré de « People Champion Challenge » mais reprenant les codes du LMS & Giant Unleasheled. Le premier sera proposé du 21 au 24 mai 2020 avec Bret Hart & Shawn Michaels. Il proposera aussi quelques modifications graphiques des boutiques durant la mise à jour. Depuis le 1er mai, un événement appelé « Oh May Gah » est proposé. Il permet de récupérer des Delta, Alpha & Omega pour les échanger contre différentes cartes, dont deux cartes spéciales de Christian & Natalya.

### Saison 7 (2020)
La saison 7 introduit 3 nouveaux niveaux (Biomécanique, Horde et Béhémoth). Incluant plus de 90 nouvelles cartes par niveau.
Tous les niveaux jusqu'à bestial sont supprimés (le tableau des pioches est réinitialisé si vous piochez une Cataclysme ou supérieure). Ces cartes sont classées dans la catégorie « Héritage » et seront proposées occasionnellement dans les " PACK GRATUIT" qui permet d'obtenir 2 crédits + une carte pouvant jusqu'à son niveau. Ce pack est ouvrable toutes les 4h.
En début de saison, les statistiques affichées sur les cartes sont également réduites afin de gagner de la place et seront affichées en décimal. (ex. : 14,65M)
Le jeu propose aussi une nouvelle monnaie unique pour le PVP, Money In the Bank et Team Battleground appelé " SuperCoins ". Les autres monnaies déjà possédées seront converties.
Le " SuperMove " permettant d’augmenter de façon importante les statistiques sera ajouté dans le jeu. Les cartes se verront aussi attribué des styles et des techniques leur permettant de prendre des bonus des combats selon le choix du joueurs.
Les techniques peuvent changer le résultat d'un match assez facilement.
Voici une ventilation de chacun et de ce qu'ils font : 
- Chaîne - Se déclenche après qu'une carte gagne et transmet un bonus à votre (vos) carte(s) lors de la prochaine évaluation de match-up

- Overrun - Se déclenche après qu'une carte gagne et transmet tout SURDOMMAGE à votre (vos) carte(s) lors de la prochaine évaluation de match-up

- Assistance - Se déclenche avant un match et appelle l'assistance d'une carte aléatoire de votre deck et gagne un % des statistiques de la carte d'assistance lors de la prochaine évaluation de match.

- Inversion - Se déclenche après une défaite et force l'appel d'un type de match différent

- Inspire - Se déclenche après qu'une carte gagne et transmet un bonus aux cartes du joueur lors du prochain match.

- Défenseur - Se déclenche après qu'une carte gagne et annule une partie des dégâts subis par votre (vos) carte(s) lors du prochain match-up

En tout, voici quels Styles ont accès à quelles 
- Techniques : Grappler - Enchaîner, Assister, Inverser,

- Chaîne, Débordement, Inversion, Défenseur

- Attaquant - Enchaînement, Débordement, Assistance, Défenseur

- Highflyer - Dépassement, Assistance, Inversion, Inspire

- Orateur - Assister, Inverser, Inspirer, Défenseur[21].

Le nouvelle saison introduit le 3 décembre également un nouvel événement solo qui s'appelle « WarGames ».
Le 20 janvier 2021, le jeu introduit un nouveau niveau " Royal Rumble 21 ".
Le 1er février 2021, les cartes et missions spéciales de la Saint-Valentin arrivent sur le jeu.
Le 9 mars 2021 célèbre les 25 ans de carrière de Stone Cold Steve Austin avec des cartes spéciales.
Le 31 mars 2021, un nouveau tiers appelé " Wresltemania 37 " est introduit dans le jeu avec plus de 60 nouvelles cartes. Un concours spécial réservé aux joueurs américains leur permettant de gagner 3 000 dollars est également proposé.
Le 26 juillet 2021 propose pour la première la possibilité de gagner des cadeaux avec le " Twitch Drop ". La règle est simple, plus le streamer est regardé, plus la récompense est importante.
Les cartes de Halloween seront introduites dans le jeu dès le 11 octobre 2021. Le SupePass fera également son retour à cette occasion.

### Saison 8 (2021)
En novembre 2021, la saison 8 est annoncée avec un changement majeur : « Chapitre 1, L'Âge de la renommé et des cartes. »
La saison 8 introduit 3 nouveaux niveaux (Boue, Maelstorm et Valhalla). Incluant plus de 90 nouvelles cartes par niveaux. Tous les niveaux jusqu'à SummerSlam 19 sont supprimés (le tableau des pioches est réinitialisé si vous piochez une Wresltemania 36 ou supérieure). Ces cartes sont classées dans la catégorie « Héritage ». et seront proposées occasionnellement dans les " PACK GRATUIT" qui permet d'obtenir 2 crédits + une carte pouvant jusqu'à son niveau. Ce pack est ouvrable toutes les 4h.
Un nouveau tournoi PVP est introduit et nommé " Survivor ". Ce mode se joue à 10 joueurs et suit les règles d'un tournoi classique. Le jeu propose également une nouvelle astuce pour obtenir des récompenses avec le « PACK BATTLE » et offre des récompenses sur les connexions journalières au jeu. Il proposera également l'affiche de Badge sur les profils des joueurs pour indiquer une partie de l'activité de ce dernier.
L'affichage des events du jeu a subi également un léger changement graphique et tous les logos des modes ont été refondu.
Les cartes soutien de la saison en cours sont désormais entrainables et peuvent être combinées et fortifiées. Un bonus de puissance est ajouté sur les cartes de superstars actuellement champion à la WWE. Une petite ceinture sera affichée en haut à gauche pour l'indiquer.
La nouvelle saison propose également un nouveau mode appelé " Draft Board " permettant de réaliser ces pioches immédiatement ou plus tard.
Le 7 décembre 2021, les cartes et les missions de Noël sont proposées et ajoutées dans le jeu.
À partir du 4 janvier 2022, des quêtes spéciales pour célébrer Brock Lesnar sont proposées dans le jeu avec une carte spéciale. La première carte événement (Saison 1) de Brock Lesnar sera même proposée à la pioche à compter du 18 janvier 2022. Un nouveau niveau est annoncé pour le 24 janvier 2022 et s'appellera « Royal Rumble 22 ». Un pack spécial " Batista Birthday " sera proposé le 18 janvier 2022. Un nouveau Twitch DROP est également annoncé.

## Niveaux
- Courante (S1)
- Peu courante (S1)
- Rare (S1)
- Super Rare (S1)
- Ultra Rare (S1)
- Épique (S1)
- Légendaire (S1)
- Survivant (S1)
- WrestleMania 31 (S1)
- Courante (S2)
- Peu courante (S2)
- Rare (S2)
- Super Rare (S2)
- Ultra Rare (S2)
- Épique (S2)
- Légendaire (S2)
- Survivant (S2)
- WrestleMania 32 (S2)
- SummerSlam '16 (S2)
- Endurcie (S3)
- Elite (S3)
- Ultime (S3)
- WrestleMania 33 (S3)
- SummerSlam '17 (S3)
- Bestiale (S4)
- Monstrueux (S4)
- Titanesque (S4)
- WrestleMania 34 (S4)
- Goliath (S4)
- SummerSlam '18 (S4)
- Gothique (S5)
- Neon (S5)
- Brisé (S5)
- WrestleMania 35 (S5)
- Cataclysme (S5)
- SummerSlam '19 (S5)
- Cauchemar ( S6)
- Primaire (S6)
- Avant garde (S6)
- Royal Rumble (S6)
- WrestleMania 36 (S6)
- Elémentaire (S6)
- SummerSlam '20 (S6)
- Biomécanique (S7)
- Horde (S7)
- Behemoth (S7)
- Royal Rumble 21 (S7)
- WrestleMania 37 (S7)
- Forge (S7)
- SummerSlam 21 (S7)
- Boue (S8)
- Maelstorm (S8)
- Valhalla (S8)
- Royal Rumble 22 (S8)
- Road To WrestleMania (S8)
- WrestleMania 38 (S8)
- Ronin (S8)
- SummerSlam BCE (S8)
- Ésotérique (S8)
- Pixel (S9)
- Extinction (S9)
- Octane (S9)
- Royal Rumble 23 (S9)
- WrestleMania 39 (S9)
- Mythe (S9)
- SummerSlam 23 (S9)
- Panthéon (S9)